# I miserabili (film 1952)
I miserabili è un film del 1952 diretto da Lewis Milestone, tratto dall'omonimo romanzo di Victor Hugo.